# Icaunauna
Icaunauna is een kevergeslacht uit de familie van de boktorren (Cerambycidae). De wetenschappelijke naam van het geslacht werd voor het eerst geldig gepubliceerd in 2009 door Martins & Galileo.

## Soorten
Icaunauna is monotypisch en omvat slechts de volgende soort:
- Icaunauna aurantium Martins & Galileo, 2009